# Warncke Eiskrem
Warncke Eiskrem war eine Hamburger Eiskrem-Fabrik. Mit einem Jahresumsatz von 148,6 Millionen Mark rückte Warncke im Jahre 1990 auf Platz vier unter den Eiskremherstellern auf.

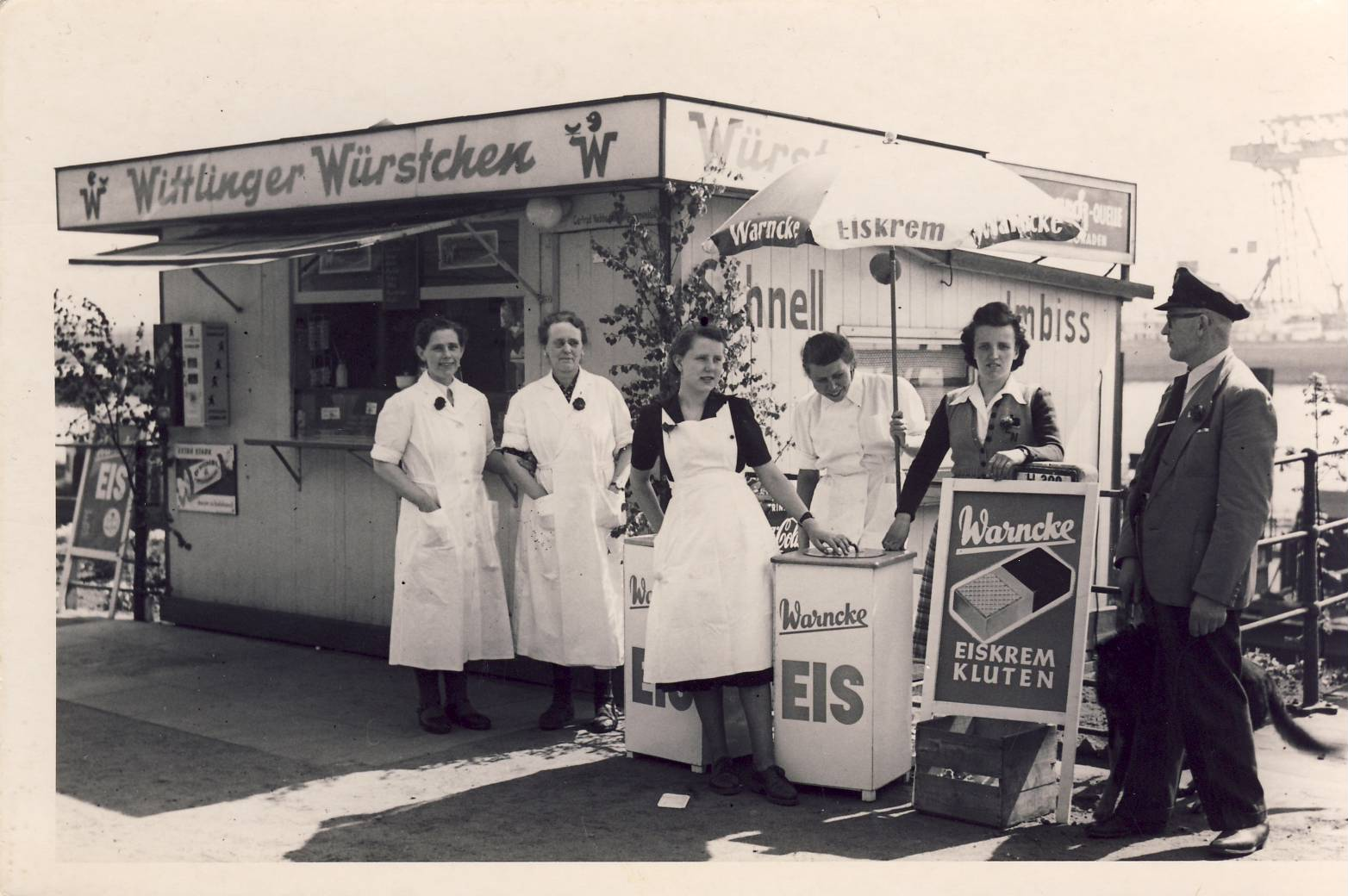
Warncke Eiswerbung 1955

## Geschichte
Hans Warncke gründete 1936 in Hamburg-Lokstedt das Unternehmen und begann mit der Produktion von stündlich 3000 Portionen Speiseeis. Zu den olympischen Spielen in Berlin lieferte Warncke in der Nacht seine Eislollies, die am nächsten Tag vor den Stadioneingängen verkauft wurden. Der Verkaufsschlager war ein Eis am Stiel mit der Bezeichnung Kühlstengel. Nach dem Krieg begann Warncke im Jahr 1947 mit dem Wiederaufbau der Betriebsstätte. Werner Warncke, der Bruder Hans Warnckes, nahm 1949 die Eiskrem-Produktion in Bremen wieder auf. Im Februar 1969 begann die Produktion am Standort Schwanewede. In den Folgejahren fusionierte Warncke mit mehreren kleineren Eisherstellern, sodass 1972 sechs mittelständische Eiskrem-Fabriken in der Warncke Eiskrem GmbH vereinigt waren. 1994 übernahm der Nahrungsmittel-Multi Nestlé die Warncke Eiskrem GmbH, stellte 1996 die Produktion unter dem Namen Warncke ein und überführte das Unternehmen in die Motta Eiskrem GmbH. Auch Motta stellte 2004 die Produktion ein.